# Château de Coole
Le château de Coole (Castle Coole en anglais) est un manoir néo-classique de la fin du XVIIIe siècle situé à Enniskillen, comté de Fermanagh, dans l'ouest de l'Irlande du Nord.
Situé sur une propriété boisée de 5 km2, c'est l'une des trois propriétés possédées et gérées par le National Trust dans le comté de Fermanagh, les autres étant Florence Court et la Crom Estate.
Il fut construit entre 1789 et 1798 comme résidence d'été d'Armar Lowry-Corry (1er comte Belmore). Lord Belmore était membre du Parlement pour le comté dans la première chambre du Parlement à Dublin et un héritier prospère de 70 000 acres (283 km2) de terres à travers l'Irlande, acquis par ses ancêtres ayant réussi dans le commerce. Les revenus générés par ses terrains lui permirent de construire le château pour la somme de 57 000 £ en 1798 (équivalent environ à 20 millions de livres d'aujourd'hui). L'emplacement choisi d'une propriété de relativement faible surface avec 1 200 acres (5 km2) dans le comté de Fermanagh était dû à l'origine à sa nature rurale intacte et à sa beauté naturelle entre d'anciens bois de chêne et de petits lacs, mais aussi à cause de sa proximité du marché de ville d'Enniskillen pour les tâches domestiques qu'entrainent une grande maison de maître. En outre, plusieurs petites résidences familiales avaient été construites sur le domaine du château de Coole avant le manoir, y compris un logement de la période du Roi Jacques Ier, plus tard délibérément détruit par le feu et une maison de style Queen Anne construite en 1709.
Après le passage de l'Acte d'Union en 1800, la loi qui unissait politiquement la Grande-Bretagne et l'Irlande, la famille déménagea sa résidence de la petite maison de ville dans Sackville Street, à Dublin vers le château de Coole, puisque la raison pour vivre à Dublin - être proche du Parlement - n'existait plus.
En 1951, le 7e marquis de Belmore vendit le manoir au National Trust, poussé par la mort rapprochée à 18 mois d'écart de ses deux cousins, le 5e et 6e marquis de Belmore et des impôts de succession à régler. Le National Trust ouvrit le manoir aux visiteurs durant les mois d'été et le domaine peut être visité toute l'année. Entre 1980 et 1988, le manoir fut fermé au public quand le National Trust entreprit des travaux de restauration entrainant le démontage de la façade pour remplacer des connecteurs en métal la maintenant en place. Pour célébrer la réouverture, la Reine Mère fut invitée au château.

## Source
- (en) Cet article est partiellement ou en totalité issu de l’article de Wikipédia en anglais intitulé « Castle Coole » (voir la liste des auteurs).